# رونالد توماس (عازف تشيلو)
رونالد توماس (بالإنجليزية: Ronald Thomas)‏ هو عازف تشيلو أمريكي، ولد في 1954.

## وصلات خارجية
- رونالد توماس على موقع ميوزك برينز (الإنجليزية)